# Merobaudes
Merobaudes, teljes nevén Flavius Merobaudes (5. század) ókori hispaniai szónok. Mivel a korabeli háborúkban is kitüntette magát, 435-ben Romában szobrot állítottak neki. Alkalmi költeményeinek töredékei (III. Valentinianus római császárra, Flavius Aëtius 3. consulságára, egyik fia születésnapjára stb.) Claudianus szerencsés utánzójának tüntetik föl – kevesebb kellemmel, de több pátosszal. Kérdéses, hogy a Krisztusról írt Proles vera Dei című dicsőítő költemény tőle való-e.